# Austrálci

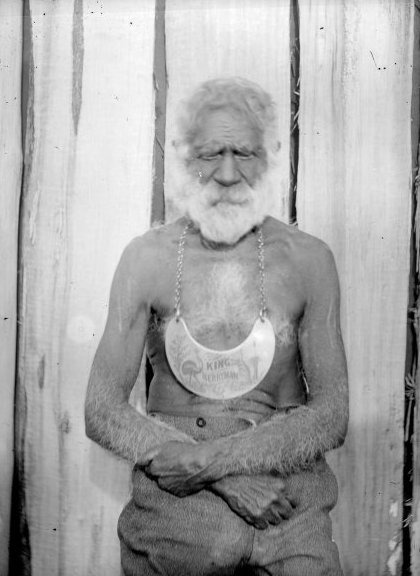
Merriman, král Yuinů, původních obyvatel Nového Jižního Walesu

Austrálci, též Aboridžinci (anglicky Aboriginals), jsou původní obyvatelstvo Austrálie. Soudí se, že do Austrálie přišli přes Asii v době, kdy Nová Guinea a Austrálie kvůli nižší hladině oceánů tvořily jednu pevninu – Sahul. Přesto bylo dosažení Austrálie náročným počinem. První osídlení Sahulu (Austrálie, Nové Guineje a Aruovských ostrovů spojených při nižší hladině moře) anatomicky moderními lidmi vyžadovalo několikanásobné námořní přechody přes Wallaceu, z nichž nejméně jeden je široký takřka 100 km.
Největší procento obyvatel tvoří Austrálci v Severním teritoriu, kde jich je dle sčítání lidu v roce 2016 zhruba 30 %. Celkem tvoří 3,3 % obyvatel Austrálie. Austrálci obvykle obývají osady v odlehlých pouštích, tzv. outback.

## Historie

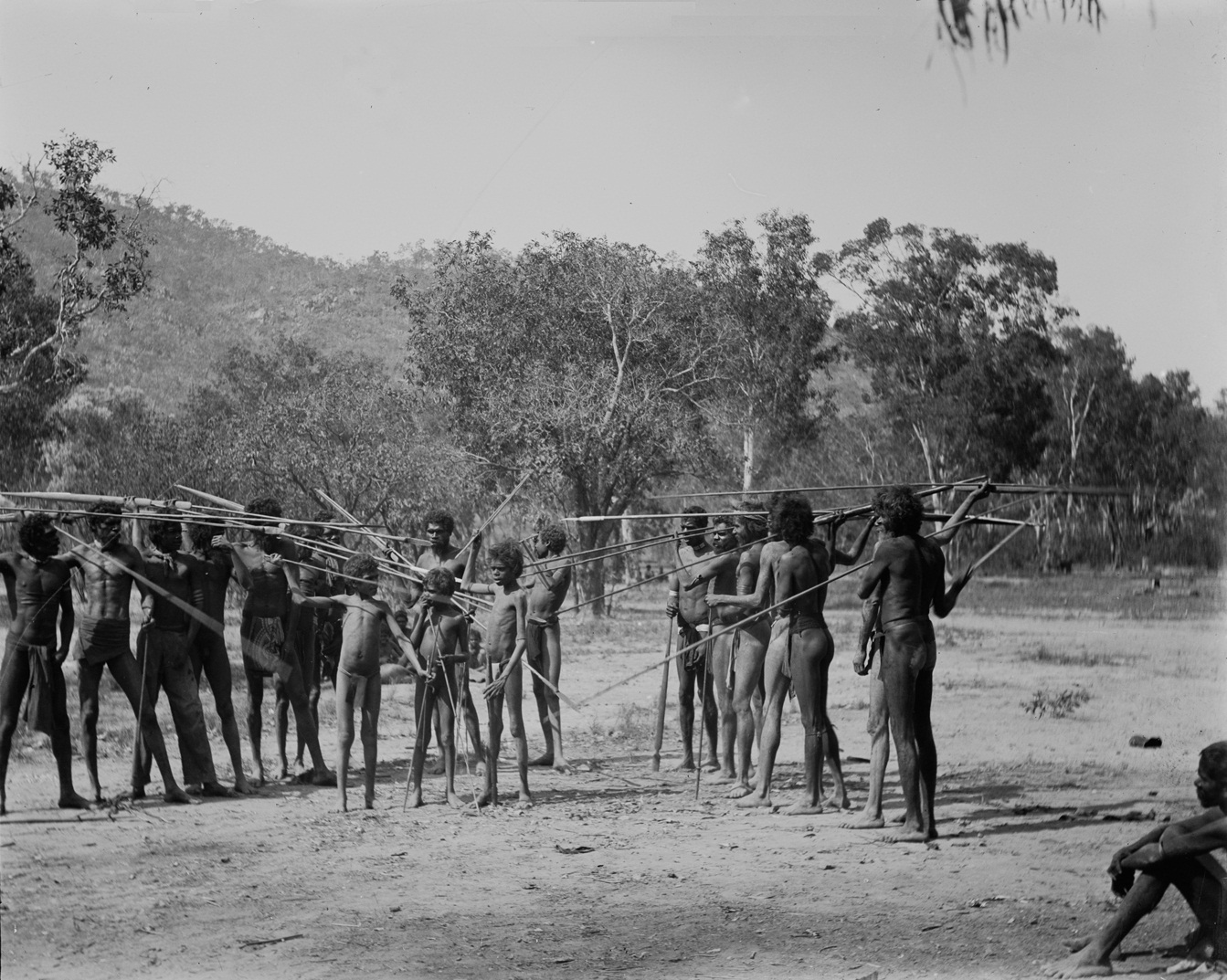
Austrálci na území Severního teritoria kolem roku 1905

Podle nejnovějších archeologických a genetických výzkumů osídlili  původní obyvatelé, čili Aboridžinci, australský kontinent před cca 65 000 lety. Jejich způsob života, jakým bylo vypalování porostů, mohl vést k vyhubení australské megafauny. Nejstarší skalní rytiny v jeskyních na Nullarborské plošině v Jižní Austrálii jsou přibližně 20 000 let staré a patří k nejstarším památkám skalního umění na světě. Dochované jazyky mají společný základ. Pozdější kontakt s Asií dokládá například pes dingo.
Před evropskou kolonizací byla většina Austrálců kočovníky, lovci a sběrači, ovšem některé komunity žily usedle a částečně se živily zemědělstvím. Známým nástrojem Austrálců je bumerang. Původní obyvatelé Austrálie přišli do styku s národem Makassarů z indonéského ostrova Sulawesi, jejichž rybáři od 16. století připlouvali k australským břehům.
V roce 1770 v Austrálii žilo 500 000 až 1 milion Austrálců, ačkoliv kapitán James Cook prohlásil nově objevenou zemi za liduprázdnou. V letech 1788–1920 zahynulo v přímém důsledku britské kolonizace na 250 000 původních obyvatel. Domorodci nebyli považováni za lidi a osadníci je zabíjeli s tím, že je ohrožují. Nejvíce obětí si vyžádaly zavlečené nemoci jako jsou neštovice, spalničky a tuberkulóza, se kterými se domorodé populace nikdy dříve nesetkaly a nemohly si proto proti nim vytvořit imunitu. V roce 1930 činila austrálská populace 70 000 lidí, dnes jejich počet přesahuje 400 000.

## Kultura

### Jazyky
Austrálská populace je velmi jazykově rozmanitá. Uvádí se, že v rámci těchto populací bylo v různých dobách používáno více než 145 jazyků, přičemž pouze 20 z nich je dodnes živých ve všech generacích. Dle některých jazykovědců tvoří jazyky na většině území Austrálie jazykovou rodinu Pama–Nyungan. Celkem jsou austrálské jazyky rozděleny do 10 až 24 jazykových rodin.

### Náboženství
Při sčítání lidu v roce 2006 uvedlo 73 % Austrálců křesťanskou víru jako své primární náboženství, 24 % neuvedlo žádné vyznání a 2 % uvedlo domorodé aboridžinské náboženství.

### Výtvarné umění

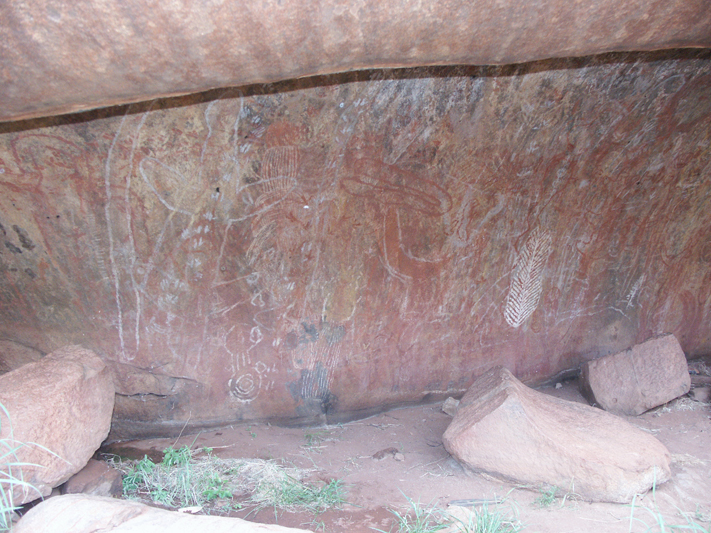
Skalní kresby místních domorodců na Uluru

Austrálci odedávna ztvárňují své fantazie na dominantách krajiny včetně skal a jeskyní. Mnoho jejich děl je tisíce let starých, i když často jsou tyto obrazy přemalovávány, aby se oživily jejich barvy. Skalní umění znázorňuje převážně každodenní život a činnosti domorodců, ale hlavně jejich tradiční náboženskou víru.
Při své tvorbě Austrálci používají 4 základní barvy:
- bílou – pro starost a bolest
- černou – pro pomstu a smrt
- žlutou – pro hněv a agresivita
- červenou – pro radost a lásku

#### Nejvýznamnější lokality kreseb Austrálců
- Arnhemská země – Severní teritorium
- Tanami Desert Wildlife Sanctuary
- Uluru – Kata Tjuta National Park
- Melvillův a Bathursttův ostrov
- Oblast Sydney – Hawkesbury

### Hudba
Austrálci tradičně používají hudební dechový nástroj zvaný didgeridoo.

## Sociální stav
Aboridžinci v rámci moderního australského státu stále trpí chudobou. Jejich průměrný příjem na rodinu tvoří dvě třetiny příjmu průměrné australské rodiny. Kojenecká úmrtnost je dvojnásobná, nezaměstnanost čtyřnásobná a průměrná délka života je o 15–17 let kratší než u ostatní populace. Tři čtvrtiny příjmů pocházejí přímo ze státní pokladny. Mnoho Austrálců inhaluje benzín a zneužívá ho tak jako drogu. Australská vláda se tomu brání tak, že vyvinula speciální, nečichatelný benzín, tzv. opal fuel, a distribuuje ho do vybraných čerpacích stanic v blízkosti domorodých komunit. Kromě benzínu je problémem také alkoholismus.